# Хит (Алабама)
Хит (енгл. Heath) град је у америчкој савезној држави Алабама. По попису становништва из 2010. у њему је живело 254 становника.

## Демографија
Према попису становништва из 2010. у граду је живело 254 становника, што је 5 (2,0%) становника више него 2000. године.
| Група             | 2000.       | 2010.       |
| Белци             | 217 (87,1%) | 223 (87,8%) |
| Афроамериканци    | 23 (9,2%)   | 27 (10,6%)  |
| Азијати           | 0 (0,0%)    | 0 (0,0%)    |
| Хиспаноамериканци | 8 (3,2%)    | 3 (1,2%)    |
| Укупно            | 249         | 254         |